# Lidia Seipelt-Lawęcka
Lidia Seipelt-Lawęcka (ur. 5 września 1898 w Łodzi, zm. 26 października 1951) – polska działaczka plebiscytowa, matematyczka, druga osoba w historii Uniwersytetu Poznańskiego, która obroniła doktorat w tej dziedzinie, jednocześnie pierwsza kobieta, która tego dokonała, czwarta kobieta w Polsce, która obroniła doktorat z matematyki.

## Życiorys
Była córką Paula (Pawła) Emila Seipelta, właściciela fabryki bawełny, i Emilii z Libertów. Miała dwie siostry: Szarlottę i Krystynę. 
W Łodzi Lidia skończyła ośmioklasową Wyższą Szkołę Realną Lucyny Siennickiej. Po maturze, w 1919, zaczęła studia matematyczne na Uniwersytecie Poznańskim. W 1920 wyjechała na Górny Śląsk, gdzie zgłosiła się do Polskiego Komisariatu Plebiscytowego w Bytomiu. Oddelegowana do Raciborza, katalogowała zbiory biblioteczne komitetu oraz nauczała języka polskiego i historii dzieci w wieku 6–10 lat, organizowała im zajęcia ruchowe i śpiewacze. Dla członków drużyn harcerskich prowadziła pogadanki historyczne. Organizowała przedstawienia teatralne, w których brały udział dzieci. Sporządzała listy uprawnionych do głosowania podczas plebiscytu. Podczas spotkań organizowanych przez Towarzystwo Przyjaciół Polek wygłaszała odczyty.
Na studia wróciła w 1921. W 1923 uzyskała dyplom nauczycielski, który pozwalał jej pracować w szkolnictwie średnim. W 1926 obroniła pracę doktorską pt. Numeryczne badania nad metodą mechanicznej kwadratury Gaussa i została zatrudniona na seminarium matematycznym pod kierownictwem Zdzisława Krygowskiego. Pracowała jako zastępczyni młodszego asystenta, potem jako asystentka, starsza asystentka, adiunktka, wreszcie młodsza kontrolerka. Prowadziła ćwiczenia, a od 1926 także wykłady z matematyki i wstępu do analizy matematycznej dla studiujących kierunki przyrodnicze.
W 1945, już jako mężatka, przeniosła się na Uniwersytet Łódzki. W roku akademickim 1946/1947 na Wydziale Matematyczno-Przyrodniczym prowadziła wykłady z matematyki dla przyrodników z ćwiczeniami oraz wykłady z wybranych zagadnień matematycznych dla chemików, krystalografów i geologów wraz z ćwiczeniami. W 1946 Sekcja Wydawnicza Koła Chemików UŁ przygotowała skrypt z jej wykładów. Na uczelni pracowała do 1949. 
Jej dalsze losy nie są znane. 
Została pochowana na cmentarzu ewangelicko-augsburskim w Warszawie (sektor: AL50, rząd: 1, numer: 40).

## Upamiętnienie
Była jedną z bohaterek wystawy Naukowczynie. Pierwsze kobiece kariery uniwersyteckie w Poznaniu w Bramie Poznania (2021–2022).